# 초고온 목성
초고온 목성(영어: Ultra Hot Jupiter)은 보통의 뜨거운 목성보다도 행성의 온도가 더 높은 목성형 행성을 일컫는 단어이다. 자신의 모항성과 너무 가까워서 그에 대한 온도가 매우 높은 행성이다.

## 특징
초고온 목성은 일반적인 가스 행성인 목성형 행성보다도 온도가 더욱 높은 것이 특징이다. 보통의 뜨거운 목성은 1100°~2000°이지만 초고온 목성은 그보다도 높은 2500°~3000°에 달할 정도로 매우 뜨거운 행성이 된다. 자신의 모항성과는 매우 가까운 것이 특징이며 평범한 뜨거운 목성에는 수증기가 풍부하지만 초고온목성은 그보다도 온도가 더욱 뜨거운 행성이기에 수증기가 산소와 수소로 분리가 되어서 수증기가 없는 상황인 특징을 가지고 있다. 초고온목성은 모항성과 너무 가까운 관계로 모항성을 향해 항상 같은 면을 향하는 조석 고정이 일어나며 이로 인하여 행성이 자전을 하지 않는다. 또한 초고온목성에서 수증기가 발견되지가 않는 이유엔 이는 모항성쪽을 바라보지 않는 초고온목성의 비교적 차가운 공간에서 모항성의 빛이 항상 비추는 매우 뜨거운 공간으로 제트기류가 흐르기 때문에 모항성을 바라보지 않는 초고온목성의 비교적 차가운 공간에서 형성된 수증기가 모항성을 바라보는 뜨거운 공간으로 이동하면서 수증기가 산소와 수소로 분해되어 수증기가 없는 것으로 보인다. 지금까지 알려진 대표적인 초고온목성들에는 KELT-9b와 WASP-121-B가 있다.

## 같이 보기
- 천문학
- 목성형 행성
- 뜨거운 목성